# Calamagrostis varia
Calamagrostis varia là một loài thực vật có hoa trong họ Hòa thảo. Loài này được (Schrad.) Host mô tả khoa học đầu tiên năm 1809.